# Marie Pavie
 (juillet 2023).
Si vous disposez d'ouvrages ou d'articles de référence ou si vous connaissez des sites web de qualité traitant du thème abordé ici, merci de compléter l'article en donnant les références utiles à sa vérifiabilité et en les liant à la section « Notes et références ».
Marie Pavie est une calligraphe active au début du XVIIe siècle.

## Œuvres

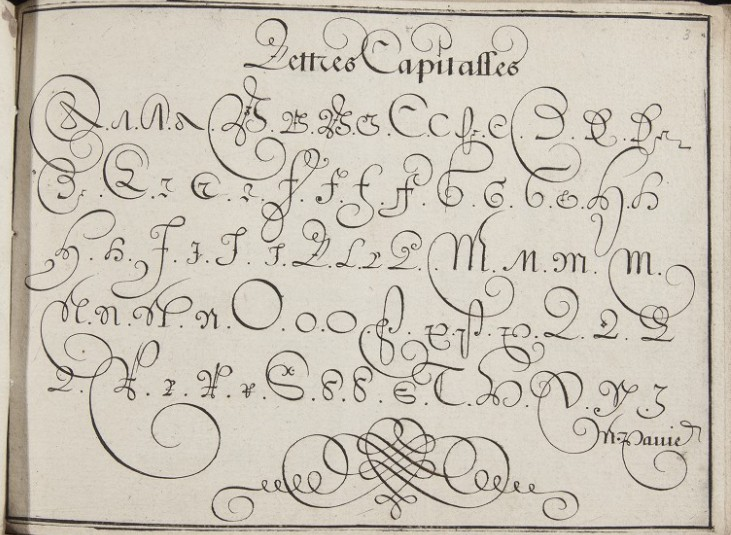
Une page extraite de Le premier essay de la plume de Marie Pavie. S.l., 1608. (Chicago NL).

- Le premier essay de la plume de Marie Pavie. S.l., 1608. 4° obl., 25 pl. (Chicago NL : Wing ZW 639.P283, exemplaire de 15 pl. seulement, disponible en ligne).

Cet ouvrage est particulièrement rare. Quelques planches se trouvent dans les recueils calligraphiques de la collection Marolles : Paris BNF (Est.) : Kb31 fol.

## Homonymes
Ne pas la confondre avec Marie Pavič, de Zagreb.